# Gymnosporia berberoides
Gymnosporia berberoides är en benvedsväxtart som beskrevs av W.W. Smith. Gymnosporia berberoides ingår i släktet Gymnosporia och familjen Celastraceae. Inga underarter finns listade.